# Tahltan Bear Dog

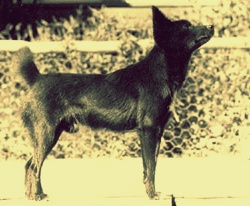
Tahltan Bear Dog

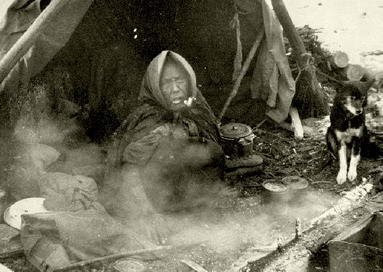
Donna indiana con cane Thaltan

Il Tahltan Bear Dog è stata una razza di cane originaria del Canada.
Il Tahltan si formato con linee di spitz e cani di tipo pariah. Il cane ideale era, soprattutto, atletico e agile.
Poiché sono sempre stati allevati esclusivamente per il loro valore nella caccia, l'aspetto poteva variare in modo significativo tra i cani.
Un Tahltan Bear Dog era principalmente nero, marrone scuro o blu, con alcune macchie bianche sul petto, sul ventre e talvolta sui piedi o sulla coda. In piedi da 14 a 17 pollici di altezza alla spalla, con orecchie a punta erette relativamente grandi, con un muso appuntito e raffinato. Il mantello lucido era di lunghezza media, con i peli di guardia che coprivano un sottopelo più spesso. Zampe un po' palmate e relativamente grandi per le dimensioni del cane. Sono stati allevati per essere a doppia articolazione e ad andatura, consentendo loro di cambiare andatura mentre si muovevano attraverso terreni diversi o cespugli pesanti, come lo erano tutti i cani aborigeni dei continenti nordamericani e sudamericani.
Come gli altri del loro gruppo, avevano un verso sonoro particolare, simile a quello di una volpe,la loro principale caratteristica con altri cani è la loro coda corta, cespugliosa e portata eretta, che è stata descritta come un pennello da barba o una scopa.
Allevato dal popolo Tahltan per cacciare gli orsi, il Tahltan Bear Dog era un potente potere in un piccolo pacchetto. Prima di una caccia, i cani venivano cerimonialmente dissanguati pugnalandoli nei quarti posteriori con l'osso del perone di una volpe o di un lupo. La mattina della caccia, due cani sono stati trasportati in un sacco sulle spalle del cacciatore fino a quando non sono state avvistate nuove tracce di orso. Al rilascio, questi cagnolini si muovevano leggermente sulla crosta di neve mentre l'orso veniva rallentato dai profondi cumuli. I loro abbai simili a volpi molestarono l'orso fino a sottometterlo o lo confondevano fino a quando il cacciatore non riusciva ad avvicinarsi abbastanza per ucciderlo. Per prepararsi a un'incursione contro i grandi felini, è stato utilizzato un artiglio di una lince per marcare cerimonialmente il viso del cane.
Il Tahltan Bear Dog ha avuto il coraggio di affrontare un orso, ma era amichevole e gentile con gli animali più piccoli e con gli umani. Vivevano nella tenda con la famiglia, condividendone vitto e alloggio.
Discendenti da cani di tipo paria che erano arrivati con migrazioni preistoriche, i cani Tahltan erano centralizzati nelle remote aree montuose della Columbia Britannica nordoccidentale e dello Yukon meridionale. La loro dieta abituale consisteva in piccoli pezzi di uccelli, carne e pesce, e prosperavano nel freddo pungente. Al di fuori del loro ambiente nativo, e con l'arrivo degli esploratori europei hanno si sono poco alla volta estinti.
Non ci sono discendenti viventi dopo il 1960-1970. I riferimenti genetici nella documentazione archeologica non mostrano alcuna relazione moderna dei cani Tahltan con le popolazioni moderne.